# アミルカル・エンリケス
アミルカル・エンリケス・エスピノサ（Amílcar Henríquez Espinosa、1983年8月2日 - 2017年4月15日）は、パナマ・コロン出身の元プロサッカー選手。元パナマ代表。
同国代表の中心選手であったが、2017年4月に何者かによって殺害された。

## 経歴

### クラブ
地元クラブのCDアラベ・ウニドでキャリアをスタート。コスタリカのADサンタクルセーニャを経て2009年にアトレティコ・ウイラに移籍。
2012年7月、インデペンディエンテ・メデジンに移籍。一度アラベ・ウニドに復帰し、再びコロンビアに渡航、2014年12月にレアル・カルタヘナと契約を結んだ。しかし、2015年3月に度重なる規律違反を理由にクラブとの契約を解除させられた。
2015年6月、アメリカ・デ・カリに加入。2016年、再度アラベ・ウニドに復帰。

### 代表
2005年2月、UNCAFカップのエルサルバドル戦で初キャップ。以来、レギュラーに定着し2015年6月時点でキャップ数を85まで伸ばした。
2017年3月の2018 FIFAワールドカップ・北中米カリブ海5次予選・アメリカ合衆国戦が最期の出場試合となった。

### 殺害
2017年4月15日、コロンの自宅近くで何者かから銃撃され死亡した。この事件で近くにいた2人も巻き込まれ、病院で手当を受けた。
死亡時に所属していたCDアラベ・ウニドはエンリケスの功績を称え、エンリケスが着用していた背番号「21」を永久欠番にすると発表した。

## タイトル
アラベ・ウニド
- リーガ・パナメーニャ (2): 2004, 2008 (C)

パナマ代表
- UNCAFカップ(1): 2009